# Миддлтон, Джон (ковбой)
Джон Миддлтон (англ. John Middleton, 1854 или 1855 — 1882 или 1885) — американский ковбой и ганфайтер; один из основных бойцов «Регуляторов», окружного отряда, участвовавшего в Войне в округе Линкольн.

## Биография
О ранних годах Джона Миддлтона практически ничего неизвестно. Утверждается, что он родился около 1854 года в Теннесси (семья происходила из Миссисипи), и к середине 1870-х перебрался в округ Линкольн, Территория Нью-Мексико, где 20 октября 1877 года устроился на работу к английскому предпринимателю Джону Танстеллу, который начал строительство скотоводческого ранчо и нуждался в защите своего скота от нападений бандитов, нанятых его конкурентами, компанией «Мёрфи и Долан». В описаниях того времени Джон Миддлтон предстаёт коренастым смуглым мужчиной с чёрными волосами и карими глазами, носящим длинные висячие усы. Он был известен как первоклассный ковбой, отличный кулачный боец и меткий стрелок из пистолета.
Экономически и политически округ на тот момент контролировался Лоренсом Мёрфи и Джеймсом Доланом, ирландскими предпринимателями, владевшими там единственным магазином. Их фирма имела сильных покровителей в лице губернатора штата и генерального прокурора Территории Нью-Мексико, которые были её поручителями. К тому же, охотно скупая краденый скот, они заполучили контракт на поставки мяса с правительством США. На стороне компании «Мёрфи и Долан» были банда Джесси Эванса и отряд ранчеров, известный как «Воины семи рек». Кроме того, Джеймс Долан подкупил представителей закона, в частности, шерифа Уильяма Брейди. Джон Танстелл и его адвокат Александр Максуин были противниками их альянса. В число людей, нанятых Танстеллом, входили в том числе Билли Кид, Док Скарлок и Чарли Боудри.
18 февраля 1878 года Танстелл был по случайности застигнут без охраны членами банды Эванса, подосланными шерифом Брейди, и убит Биллом Мортоном и Томом Хиллом. Долан и Брейди предполагали, что устранение конкурента сразу снимет проблему, но этот инцидент развязал Войну в округе Линкольн. После этого преступления ковбои Танстелла, не надеясь на помощь закона, объединились в отряд «Регуляторы» (англ. Regulators), для того чтобы отомстить убийцам. Основными бойцами отряда были Дик Брюэр, Билли Кид, Док Скарлок, Чарли Боудри, Хосе Чавес-и-Чавес, «Грязный Стив» Стивенс, Джон Миддлтон, Фрэнк Макнаб, Генри Ньютон Браун, Том О'Фолльярд и двоюродные братья Джордж и Фрэнк Коу. Юридически группа была создана как помощники мирового судьи Уилсона.
Миддлтон принимал участие в большинстве крупных операций, проведённых «Регуляторами». Известно, что Миддлтон присутствовал 8 или 9 марта 1878 года при убийстве «Регуляторами» членов банды Джесси Эванса Уильяма Мортона и Фрэнка Бейкера, а также при убийстве члена отряда «Регуляторов» (подозреваемом ими в предательстве) Уильяма Макклоски у Блэкуотер-Крик 9 марта 1878 года. Миддлтон участвовал в нападении 1 апреля 1878 года на шерифа Брейди в Линкольне, в результате которого Брейди был убит на месте, получив около дюжины огнестрельных ранений, а заместитель шерифа Джордж У. Хиндман — смертельно ранен. Помимо этого, в перестрелке был ранен случайной пулей судья Уилсон, мирно работавший возле своего дома.
4 апреля 1878 года Джон Миддлтон был тяжело ранен в грудь в Перестрелке в Блейзерс-Милл членом банды Эванса Эндрю «Картечь» Робертсом.

## Смерть
Окончательная судьба Джона Миддлтона неясна. Одни источники утверждают, что после поражения «Регуляторов» в Битве за Линкольн он остался на Территории Нью-Мексико, где и умер от оспы 18 или 19 ноября 1882 года в Сан-Лоренцо. Согласно другим источникам, после окончания боевых действий в 1878 году Джон бежал в Сан-Сити, штат Канзас, где женился 18 декабря 1879 года на Марии Х. Колкорд, дочери богатых фермеров из Кентукки, после чего работал ковбоем в Канзасе до своей смерти в 1885 году. Однако данные о его смерти в 1885-м тоже разнятся: по одним свидетельствам, он скончался от последствий ранения, полученного в Блейзерс-Милл семью годами ранее, по другим — у него снова возникли проблемы с законом, и он был найден мёртвым вместе со своим двоюродным братом Джимом Ридом и его женой Белль Старр в реке Пото недалеко от границы с Арканзасом в мае 1885 года.